# Zygosepalum
Zygosepalum é um género botânico pertencente à família das orquídeas (Orchidaceae). Foi proposto por Reichenbach f. em 1859, publicado em Nederlandsch Kruidkundig Archief. Verslangen en Mededelingen der Nederlandsche Botanische Vereeniging 4: 330. O Zygosepalum kegelii (Rchb.f.) Rchb.f., anteriormente descrito e subordinado ao gênero Zygopetalum, é sua espécie tipo. O nome do gênero vem do grego zygon, par ou jugo, e sepalon, no caso sépalas, em referência à fusão da base das sépalas de suas flores.

## Distribuição
Zygosepalum agrupa oito espécies epífitas, raro humícolas, que existem do norte da América do Sul até o Pará. Cinco espécies presentes no Brasil. Podem ser encontrados à beira dos igarapés nas matas quentes da Amazônia, em locais saturados de umidade e moderadamente sombrios.

## Descrição
A maioria das espécies epífitas, possui rizomas longos, reptantes, com pseudobulbos espaçados à maneira do Zygopetalum maxillare, outras, humícolas, têm rizomas mais curtos, e pseudobulbos agrupados. Os pseudobulbos normalmente são ovóides ou de secção redonda, grandes ou pequenos. Apresentam folhas que vagamente se parecem com capim, longas, nervuradas, pouco espessas, até quatro por pseudobulbo.
A inflorescência racemosa, normalmente ereta, ocasionalmente horizontal, brota da base do pseudobulbo, em regra apresentando uma ou duas flores médias ou grandes, de sépalas e pétalas parecidas, com labelo inteiro ou com pequenos lobos laterais, frequentemente nervurado, próximo à base da coluna. Quatro polínias cerosas.
O gênero Menadenium originalmente publicado por Rafinesque em 1838 apenas foi validado por Cogniaux em 1902, portanto perdeu sua precedência taxonômica em favor de Zygosepalum.

## Lista de espécies
- Zygosepalum angustilabium  (C.Schweinf.) Garay (1973)
- Zygosepalum ballii   (Rolfe) Garay (1967)
- Zygosepalum kegelii   (Rchb.f.) Rchb.f.  (1863)
- Zygosepalum labiosum
- Zygosepalum lindeniae   (Rolfe) Garay & Dunst.  (1965)
- Zygosepalum marginatum   Garay (1967)
- Zygosepalum revolutum   Garay & G.A. Romero (1999)
- Zygosepalum tatei   (Ames & C. Schweinf.) Garay & Dunst.  (1972)